# 四川农商联合银行
四川农商联合银行（四川农商联合银行股份有限公司）是总部位于成都的省级农商联合银行，成立于2024年1月29日。前身是2005年6月成立的四川省农村信用社联合社（简称四川农信）。四川农商联合银行履行四川省农村商业银行行业治理和风险管理职责，并管理四川省内除成都农村商业银行以外其余农信机构。
目前四川省农信系统内有21家市级农商银行、149家县级农商银行（支行）、近5000家营业网点、资产规模2.4万亿元，各项贷款1.2万亿元，各项存款2万亿元。

## 历史

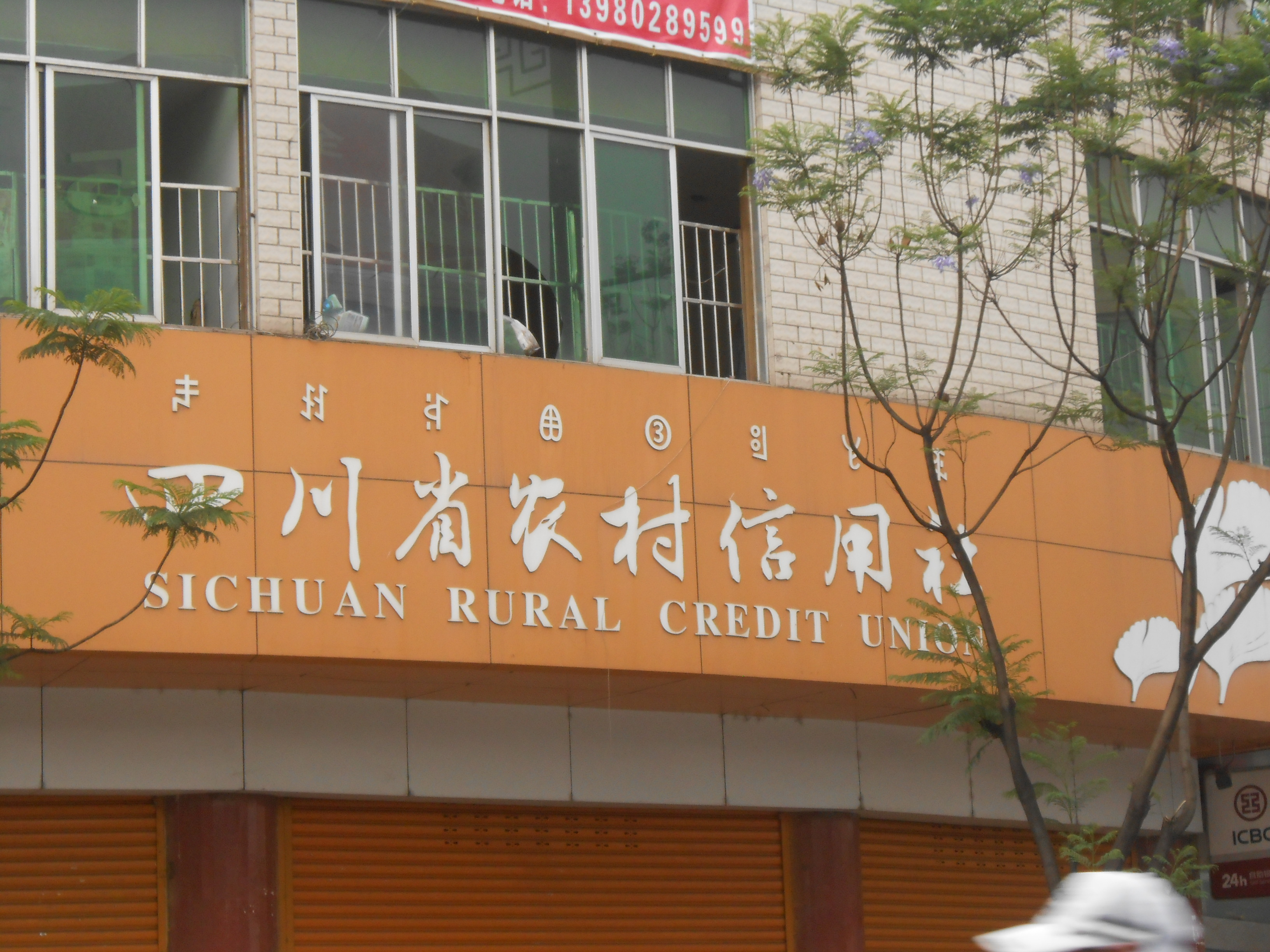
凉山州的四川农信网点之一

四川省农信社始于1951年9月20日，当时在璧山县（现为重庆市璧山区）狮子乡试办第一家农村信用合作社，至1956 年，实现全省各乡镇农村信用合作社全覆盖。
1983年——1987年，陆续在全省各县建立县级农村信用合作社联社。
1996年10月，四川全省农信社与中国农业银行脱离关系，改由所在地市管理，正式独立经营。
1999 年，四川全省各地的“农村合作基金会”及部分不符合独立经营或组建城市商业银行的城市信用社被并入所在地农信机构。
2005年6月，四川农信社统一的省级管理机构四川省农村信用社联合社正式成立。
2017年2月8日，正式开展信用卡业务，发行“兴川信用卡”。
2024年1月29日，由四川农信联社改制而成的四川农商联合银行挂牌成立，但系统简称仍为“四川农信”，网站域名保持不变，股东由原先的各农商银行变更为四川省省级国企。
2024年12月18日，四川农商联合银行获准入股德阳农商行、泸州农商行、宜宾农商行、眉山农商行、凉山农商行、遂宁农商行，并增持内江农商行、绵阳农商行、攀枝花农商行，目前仍在交割过程中。